# Géotourisme
 (août 2023).

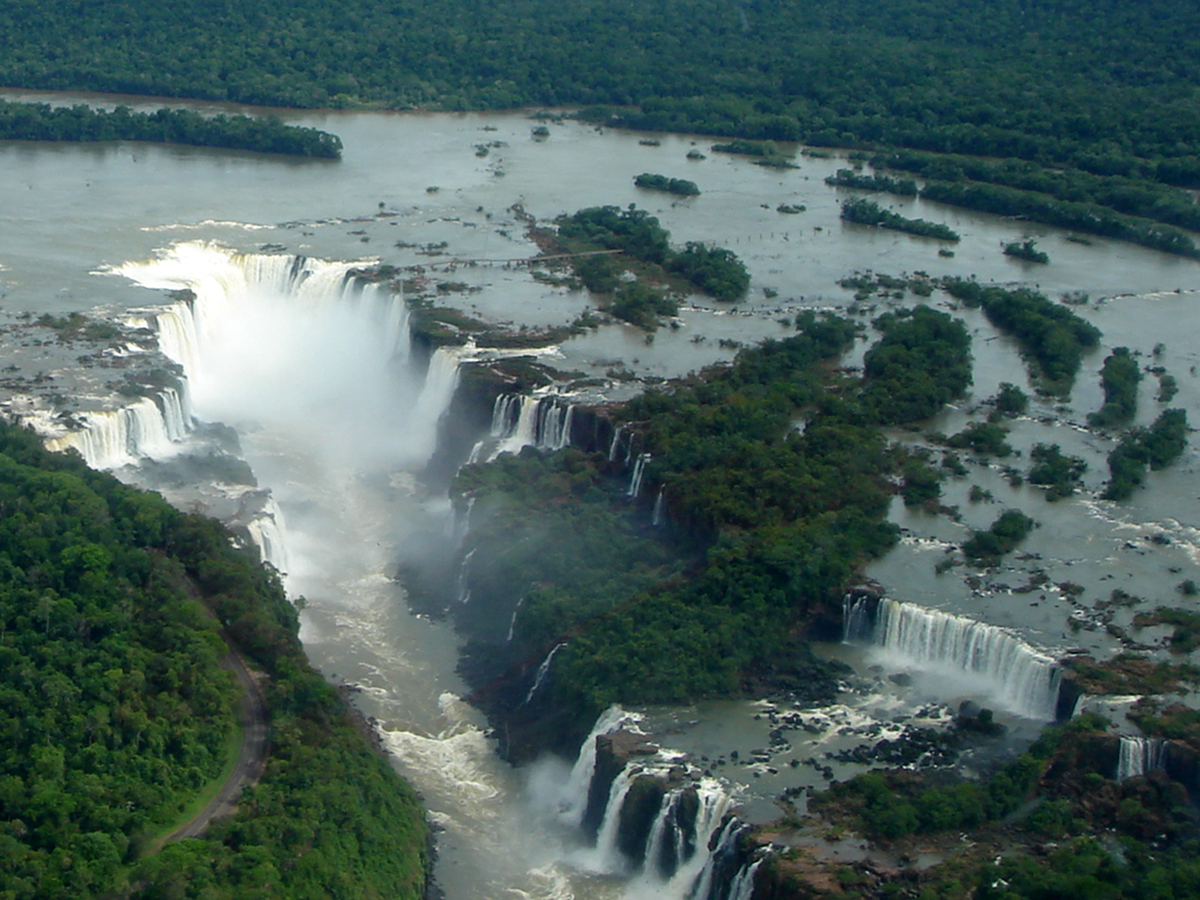
Un des objectifs du tourisme géologique est de participer à la préservation et à la valorisation de géosites comme les chutes d'Iguazú à la frontière du Brésil et de l'Argentine.

Le Grand Canyon Skywalk valorise l'offre géotouristique du site.

Le géotourisme est un concept développé par la National Geographic Society pour valoriser un tourisme qui préserve et valorise le caractère géographique d’un lieu : son environnement, son patrimoine, sa beauté, sa culture et le bien-être de ses résidents. Il est donc un concept de développement durable mais adapté pour le milieu du tourisme.
Le géotourisme englobe donc la protection des caractéristiques locales de la destination ainsi que les bénéfices qu’ils peuvent apporter aux visiteurs comme aux résidents.
Jusqu'ici (2009), 13 destinations ont signé la charte du géotourisme soient : Montréal, Yellowstone, the Central Cascades (Oregon, Washington), Crown of the Continent (l'Alberta, la Colombie-Britannique, et le Montana), le Guatemala, le Désert de Sonora (Arizona), la Roumanie, la Norvège, le Honduras, le Pérou, Baja California, le Rhode Island ainsi que le Vermont et les Appalaches.

## Source
- Site web du National Geographic